# The Unquestionable Truth, part 1
The Unquestionable Truth är Limp Bizkits femte album, släppt internationellt 2 maj 2005, och en dag senare i Nordamerika. Skivan nådde aldrig högre än plats 24 på Billboardlistan i USA, och inga singlar släpptes. Gruppen gjorde heller ingen turné eller något liveframträdande över huvud taget.

## Låtlista
1. "The Propaganda" - 5:16
2. "The Truth" - 5:28
3. "The Priest" - 4:59
4. "The Key" - 1:24
5. "The Channel" - 4:41
6. "The Story" - 3:59
7. "The Surrender" - 3:31